# Биншток, Михаил Львович
Михаил Львович Биншток (15 сентября 1871, Житомир — 9 февраля 1942, Ленинград) — российский писатель, журналист и литературный критик. Сын публициста Льва Бинштока.
Печатался в «Восходе», «Игрушечке», «Неделе», «Сыне отечества», «Одесских новостях», «Жизни и искусстве», «Дятле» и других изданиях. Составитель и издатель сборников русской лирики «Русская лира» (1901), «Лира» (1908). Автор книги «Мистрисс Крукс и Марк Твен перед судом общественного мнения» (СПб., 1913)